# Административно-территориальное деление Шиловского района

Шиловский район на карте Рязанской области

Шиловский район в рамках административно-территориального устройства включает 2 посёлка городского типа и 12 сельских округов.
В рамках организации местного самоуправления, муниципальный район делится на 14 муниципальных образований, в том числе 2 городских и 12 сельских поселений:
1. Шиловское городское поселение (р.п. Шилово)
2. Лесновское городское поселение (р.п. Лесной)
3. Аделинское сельское поселение (с. Аделино)
4. Борковское сельское поселение (с. Борок)
5. Ерахтурское сельское поселение (с. Ерахтур)
6. Желудевское сельское поселение (с. Желудево)
7. Задубровское сельское поселение (с. Задубровье)
8. Занино-Починковское сельское поселение (с. Занино-Починки)
9. Ибредское сельское поселение (д. Ибредь)
10. Инякинское сельское поселение (с. Инякино)
11. Мосоловское сельское поселение (с. Мосолово)
12. Санское сельское поселение (с. Санское)
13. Тимошкинское сельское поселение (с. Тимошкино)
14. Тырновское сельское поселение (с. Тырново).

Посёлки городского типа соответствуют городским поселениям, сельские округа — сельским поселениям.

## Формирование муниципальных образований
В результате муниципальной реформы к 2006 году на территории 19 сельских округов было образовано 15 сельских поселений.
| Административно-территориальная единица | Населённый пункт       | Муниципальное образование              |
| --------------------------------------- | ---------------------- | -------------------------------------- |
| Аделинский сельский округ               | Аделино                | Аделинское сельское поселение          |
| Аделинский сельский округ               | Красный Хутор          | Аделинское сельское поселение          |
| Аделинский сельский округ               | Крыловка               | Аделинское сельское поселение          |
| Аделинский сельский округ               | Нарезка                | Аделинское сельское поселение          |
| Аделинский сельский округ               | Наследничье            | Аделинское сельское поселение          |
| Аделинский сельский округ               | Некрасовка             | Аделинское сельское поселение          |
| Аделинский сельский округ               | Ореховка               | Аделинское сельское поселение          |
| Аделинский сельский округ               | Свердловка             | Аделинское сельское поселение          |
| Аделинский сельский округ               | Сергиевка 1            | Аделинское сельское поселение          |
| Аделинский сельский округ               | Сергиевка 2            | Аделинское сельское поселение          |
| Аделинский сельский округ               | Смирновка              | Аделинское сельское поселение          |
| Борковский сельский округ               | Борки                  | Борковское сельское поселение          |
| Борковский сельский округ               | Копаново               | Борковское сельское поселение          |
| Борковский сельский округ               | Полевой                | Борковское сельское поселение          |
| Борковский сельский округ               | Свинчус                | Борковское сельское поселение          |
| Борковский сельский округ               | Симакино               | Борковское сельское поселение          |
| Боровский сельский округ                | Александровка          | Боровское сельское поселение           |
| Боровский сельский округ                | Боровое                | Боровское сельское поселение           |
| Боровский сельский округ                | Ванчур                 | Боровское сельское поселение           |
| Боровский сельский округ                | Елизаветинка           | Боровское сельское поселение           |
| Боровский сельский округ                | Константиновка         | Боровское сельское поселение           |
| Боровский сельский округ                | Уша                    | Боровское сельское поселение           |
| Ерахтурский сельский округ              | Ерахтур                | Ерахтурское сельское поселение         |
| Ерахтурский сельский округ              | Куземкино              | Ерахтурское сельское поселение         |
| Ерахтурский сельский округ              | Ладышкино              | Ерахтурское сельское поселение         |
| Ерахтурский сельский округ              | Макшеево               | Ерахтурское сельское поселение         |
| Ерахтурский сельский округ              | Мордасово              | Ерахтурское сельское поселение         |
| Ерахтурский сельский округ              | Рубецкое               | Ерахтурское сельское поселение         |
| Нармушадский сельский округ             | Нармушадь              | Ерахтурское сельское поселение         |
| Желудевский сельский округ              | Авдотьинка             | Желудевское сельское поселение         |
| Желудевский сельский округ              | Желудево               | Желудевское сельское поселение         |
| Желудевский сельский округ              | Сановка                | Желудевское сельское поселение         |
| Задубровский сельский округ             | Задубровье             | Задубровское сельское поселение        |
| Задубровский сельский округ             | Крутицы                | Задубровское сельское поселение        |
| Задубровский сельский округ             | Мышкар                 | Задубровское сельское поселение        |
| Пустопольский сельский округ            | Бортниково             | Задубровское сельское поселение        |
| Пустопольский сельский округ            | Константиново          | Задубровское сельское поселение        |
| Пустопольский сельский округ            | Лунино                 | Задубровское сельское поселение        |
| Пустопольский сельский округ            | Пустополье             | Задубровское сельское поселение        |
| Пустопольский сельский округ            | Срезнево               | Задубровское сельское поселение        |
| Большепексельский сельский округ        | Большие Пекселы        | Занино-Починковское сельское поселение |
| Большепексельский сельский округ        | Малые Пекселы          | Занино-Починковское сельское поселение |
| Большепексельский сельский округ        | Мышца                  | Занино-Починковское сельское поселение |
| Большепексельский сельский округ        | Пролетарский           | Занино-Починковское сельское поселение |
| Большепексельский сельский округ        | Увяз                   | Занино-Починковское сельское поселение |
| Большепексельский сельский округ        | Шемякино               | Занино-Починковское сельское поселение |
| Занино-Починковский сельский округ      | Белореченский          | Занино-Починковское сельское поселение |
| Занино-Починковский сельский округ      | Занино-Починки         | Занино-Починковское сельское поселение |
| Занино-Починковский сельский округ      | Илебники               | Занино-Починковское сельское поселение |
| Занино-Починковский сельский округ      | Лубонос                | Занино-Починковское сельское поселение |
| Занино-Починковский сельский округ      | Мунор                  | Занино-Починковское сельское поселение |
| Занино-Починковский сельский округ      | Павловка               | Занино-Починковское сельское поселение |
| Занино-Починковский сельский округ      | Погари                 | Занино-Починковское сельское поселение |
| Занино-Починковский сельский округ      | Салаур                 | Занино-Починковское сельское поселение |
| Сасыкинский сельский округ              | Ибредь                 | Ибредское сельское поселение           |
| Сасыкинский сельский округ              | Сасыкино               | Ибредское сельское поселение           |
| Инякинский сельский округ               | Инякино                | Инякинское сельское поселение          |
| Инякинский сельский округ               | Полтавка               | Инякинское сельское поселение          |
| Инякинский сельский округ               | Сельцо-Сергиевка       | Инякинское сельское поселение          |
| Краснохолмский сельский округ           | Краснохолмские Выселки | Краснохолмское сельское поселение      |
| Краснохолмский сельский округ           | Красный Холм           | Краснохолмское сельское поселение      |
| Краснохолмский сельский округ           | Непложа                | Краснохолмское сельское поселение      |
| Краснохолмский сельский округ           | Чембар                 | Краснохолмское сельское поселение      |
| Администрация пгт Лесной                | Алехово                | Лесновское городское поселение         |
| Администрация пгт Лесной                | Зеленый Бор            | Лесновское городское поселение         |
| Администрация пгт Лесной                | Красный Луч            | Лесновское городское поселение         |
| Администрация пгт Лесной                | Лесной                 | Лесновское городское поселение         |
| Администрация пгт Лесной                | Малиновка              | Лесновское городское поселение         |
| Администрация пгт Лесной                | Муняковские Выселки    | Лесновское городское поселение         |
| Администрация пгт Лесной                | Новая Деревня          | Лесновское городское поселение         |
| Администрация пгт Лесной                | Новая Пустынь          | Лесновское городское поселение         |
| Администрация пгт Лесной                | Новоершово             | Лесновское городское поселение         |
| Администрация пгт Лесной                | Новомосоловский        | Лесновское городское поселение         |
| Администрация пгт Лесной                | Ямской                 | Лесновское городское поселение         |
| Мосоловский сельский округ              | Воружка                | Мосоловское сельское поселение         |
| Мосоловский сельский округ              | Заполье                | Мосоловское сельское поселение         |
| Мосоловский сельский округ              | Ивановка               | Мосоловское сельское поселение         |
| Мосоловский сельский округ              | Красногвардейский      | Мосоловское сельское поселение         |
| Мосоловский сельский округ              | Марьины Хутора         | Мосоловское сельское поселение         |
| Мосоловский сельский округ              | Мосолово               | Мосоловское сельское поселение         |
| Мосоловский сельский округ              | Николаевка             | Мосоловское сельское поселение         |
| Мосоловский сельский округ              | Фролово                | Мосоловское сельское поселение         |
| Мосоловский сельский округ              | Шелухово               | Мосоловское сельское поселение         |
| Мосоловский сельский округ              | Дебры                  | Мосоловское сельское поселение         |
| Мосоловский сельский округ              | Муратово               | Мосоловское сельское поселение         |
| Мосоловский сельский округ              | Ряссы                  | Мосоловское сельское поселение         |
| Мосоловский сельский округ              | Слобода                | Мосоловское сельское поселение         |
| Мосоловский сельский округ              | Тайдаково              | Мосоловское сельское поселение         |
| Мосоловский сельский округ              | Ясаковский             | Мосоловское сельское поселение         |
| Санской сельский округ                  | Санское                | Санское сельское поселение             |
| Санской сельский округ                  | Федосеево-Пустынь      | Санское сельское поселение             |
| Юштинский сельский округ                | Юшта                   | Санское сельское поселение             |
| Тереховский сельский округ              | Ирицы                  | Тереховское сельское поселение         |
| Тереховский сельский округ              | Надеино                | Тереховское сельское поселение         |
| Тереховский сельский округ              | Терехово               | Тереховское сельское поселение         |
| Берёзовский сельский округ              | Берёзово               | Тимошкинское сельское поселение        |
| Берёзовский сельский округ              | Красный                | Тимошкинское сельское поселение        |
| Берёзовский сельский округ              | Первомайский           | Тимошкинское сельское поселение        |
| Тимошкинский сельский округ             | Красная Ольховка       | Тимошкинское сельское поселение        |
| Тимошкинский сельский округ             | Тимошкино              | Тимошкинское сельское поселение        |
| Тимошкинский сельский округ             | Харинский Ручеек       | Тимошкинское сельское поселение        |
| Тырновский сельский округ               | Акулово                | Тырновское сельское поселение          |
| Тырновский сельский округ               | Дубровка               | Тырновское сельское поселение          |
| Тырновский сельский округ               | Тырново                | Тырновское сельское поселение          |
| Администрация пгт Шилово                | Борок                  | Шиловское городское поселение          |
| Администрация пгт Шилово                | Кривцово               | Шиловское городское поселение          |
| Администрация пгт Шилово                | Новая Жизнь            | Шиловское городское поселение          |
| Администрация пгт Шилово                | Шилово                 | Шиловское городское поселение          |

В 2018 году были упразднены: Краснохолмское сельское поселение (включено в Задубровское сельское поселение), Боровское и Тереховское сельские поселения (включены в Инякинское сельское поселение).